# Robor
Na religião galo-romana, Robor ou Roboris era um deus invocado lado a lado com o genius loci em uma única inscrição encontrada em Angoulême.